# Машеров Петро Миронович
Петро Миро́нович Маше́ров (біл. Пётр Міро́навіч Машэ́раў, уроджений Машеро (біл. Машэра); 31 січня (13 лютого) 1918 — 4 жовтня 1980) — білоруський радянський партійний діяч, Герой Радянського Союзу (1944) та Герой Соціалістичної Праці (1978). Перший секретар ЦК Компартії Білорусі з 1965 року. Кандидат у члени ЦК КПРС у 1961—1964 роках. Член ЦК КПРС у 1964—1980 роках. Кандидат у члени Політбюро ЦК КПРС з квітня 1966 по 4 жовтня 1980 року. Депутат Верховної Ради СРСР 3—5-го та 7—10-го скликань.

## Життєпис
Народився 13 лютого 1918 року в селі Ширки, Сєнненський повіт Західної області РРФСР (зараз у Сєнненському районі Вітебської області Білорусі) у бідній білоруській селянській родині Машеро Мирона Васильовича і Дарії Петрівни.
З вісьмох дітей у родині Машерових вижили п'ятеро: Павло (генерал, керував політвідділом штабу Білоруського військового округу), Мотрона, Петро, Ольга (лікар-ендокринолог, працювала у Гродненському медичному інституті), Надія.
1934 року вступив на педробфак Вітебського педінституту. З 1935 року студент фізико-математичного факультету Вітебського педагогічного інституту імені С. М. Кірова, який закінчив 1939 року. За розподілом у 1939—1941 роках працював учителем математики й фізики у середній школі райцентру Россони Вітебської області.
За часів німецько-радянської війни з перших днів доброволець у лавах Червоної Армії. Потрапив в оточення, у серпні 1941 року втік з полону. Під прізвиськом Дубняк — один з організаторів та керівників партизанського руху Білорусі. У серпні 1941 року організував та очолив підпілля в Россонах. З квітня 1942 року був командиром партизанського загону імені Миколи Щорса. Його загін у серпні 1942 року здійснив велику операцію — підрив мосту через річку Дриса на залізниці Вітебськ — Рига. З березня 1943 року комісар партизанської бригади імені К. К. Рокоссовського. З вересня 1943 року займав пост першого секретаря Вілейського підпільного обкому ЛКСМ Білорусі. 1944 року отримав звання Героя Радянського Союзу.
Член ВКП(б) з березня 1943 року.
Після звільнення Білорусі — з липня 1944 року працював першим секретарем Молодеченського, Мінського обкомів ЛКСМБ. З липня 1946 року став секретарем, а з жовтня 1947 року — першим секретарем ЦК ЛКСМ Білорусі.
У липні 1954 року обраний другим секретарем Мінського обкому партії, а у серпні 1955 року — першим секретарем Брестського обкому Компартії Білорусі.
З 1959 року — секретар, з 1962 — другий секретар, а з березня 1965 року — перший секретар ЦК КП Білорусі (за рекомендацією попередника Кирила Мазурова, який йшов на підвищення). 1978 року йому було надано звання Героя Соціалістичної Праці.

### Загибель
Загинув 4 жовтня 1980 року в автомобільній катастрофі на трасі Москва — Мінськ поблизу повороту на птахофабрику міста Смолевичі: на шляху його кортежу, який супроводжувала ДАІ, несподівано виїхав автосамоскид, завантажений картоплею (ГАЗ-САЗ-53Б експериментальної бази Жодіно). У народі ходили численні чутки про причетність найближчого оточення генерального секретаря ЦК КПРС Леоніда Брежнєва до цієї трагедії (ніби з метою прибрати популярного кандидата на посаду генсека), однак достовірних свідчень цьому так і не знайшлося. Катастрофу не вважав випадковою й В'ячеслав Кебич, перший прем'єр-міністр незалежної Білорусі.

## Родина
Дружина Поліна Андріївна (уроджена Галанова, уродженка Шкловського району, пом. 23 лютого 2002 року), 2 дочки — Наталія та Олена.

## Нагороди
- Герой Радянського Союзу (15.08.1944)
- Герой Соціалістичної Праці (10.02.1978)
- сім орденів Леніна (15.08.1944; 28.10.1948; 18.01.1958; 12.02.1968; 02.12.1971; 12.12.1973; 10.02.1978)
- орден «Георгій Димитров» (1978) (Болгарія)
- медаль «Партизанові Вітчизняної війни» І ст. (15.01.1944)
- Радянські та закордонні медалі[5]

## Пам'ять

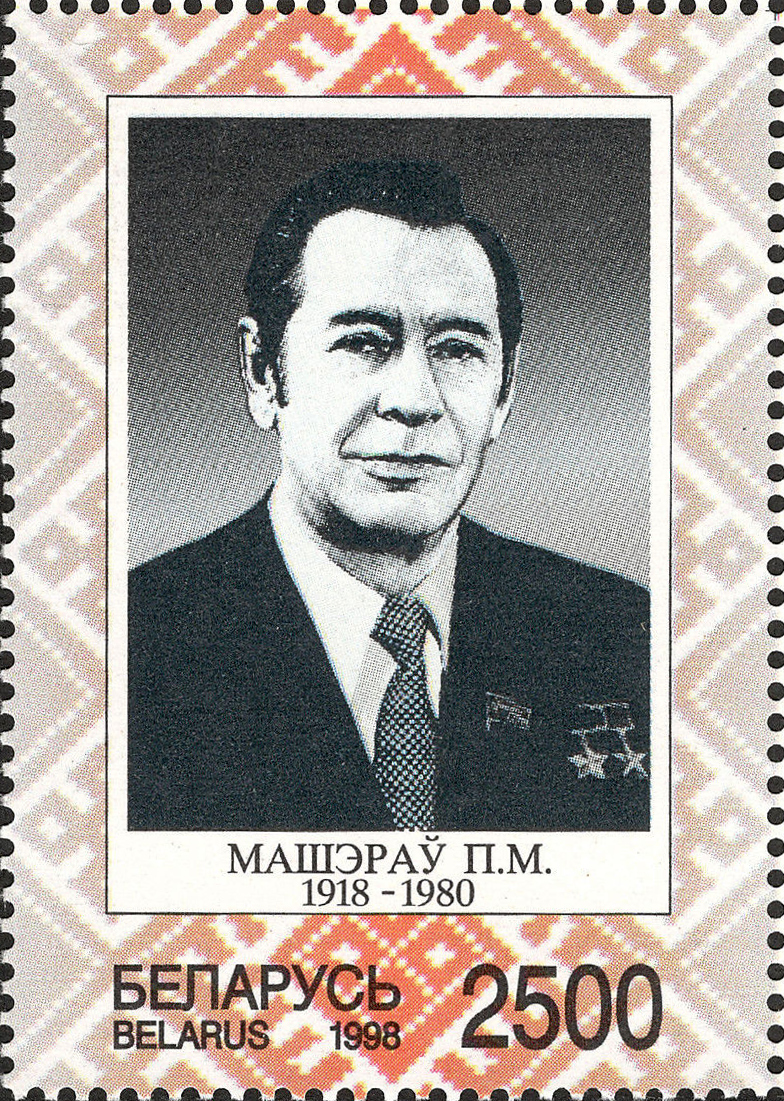
Поштова марка Республіки Білорусь, 1998

Іменем Петра Машерова в Білорусі названо багато об'єктів.
- 1980 року Паркова магістраль, один з центральних проспектів Мінська, була названа його іменем (однак 2005 року була перейменована на проспект Переможців, а проспектом Машерова були названі три інші вулиці).[6]
- 1998 року Вітебському державному університету надано ім'я П. М. Машерова.
- Щороку в Сєнненському районі проводяться марафони, присвячені пам'яті Петра Машерова.[7]
- Щороку в місті Вітебську та Вітебській області проводяться змагання зі спортивного орієнтування, присвячені пам'яті П. М. Машерова.
- Ім'я П. М. Машерова носять ДП «Радгосп імені Машерова» (с. Мошкани Сєнненського району Вітебської області), а також СПК «Машеровський» (с. Критишин Івановського району Брестської області).
- На честь П. М. Машерова названо вантажний навколосвітній теплохід, прикріплений до Балтійського морського пароплавства.

### Документальні фільми
- «Вбити реформатора!» [Архівовано 28 листопада 2010 у Wayback Machine.]. Документальний фільм з циклу «Слідство вели...» з Леонідом Каневським.
- Кремлівське поховання. Петро Машеров. Документальний фільм з циклу «Кремлівське поховання».